# Leptotrichus sinensis
Leptotrichus sinensis är en kräftdjursart som beskrevs av Arcangeli1927. Leptotrichus sinensis ingår i släktet Leptotrichus och familjen Porcellionidae. Inga underarter finns listade i Catalogue of Life.